# Ариглер, Адольф
Адольф Ариглер (словен. Adolf Arigler; 1 октября 1921—1999) — югославский словенский партизан времён Народно-освободительной войны Югославии.

## Биография
Родился 1 октября 1921 года в Рочине. Родители: Адольф Ариглер-старший, техник, и Эма Лебан. Окончил гимназию в Любляне. На фронте Народно-освободительной войны Югославии с 1941 года, трудился в партизанской типографии, с того же года состоял в Компартии Словении. За службу награждён медалью Партизанской памяти 1941 года.
После окончания войны работал в судебной системе, государственном управлении и Компартии Словении. Состоял в Президиуме Социалистического союза трудового народа Словении. С 1957 по 1963 годы — секретарь ЦК Союза коммунистов Словении. С 1963 по 1969 годы — депутат Народной скупщины Социалистической Республики Словении и глава административной комиссии при Скупщине.
На IV и V съездах избирался в ЦК Союза коммунистов Словении с 1958 по 1968 годы. Состоял в секретариате избирательной комиссии Социалистического союза трудового народа Словении, ревизионной комиссии Союза коммунистов Югославии, возглавлял Совет по физической культуре Социалистической Республики Словении.
Скончался в 1999 году.